# MBus
Mbus è l'acronimo di Message Bus, un protocollo di comunicazione sviluppato dall'Università di Brema e dall'University College of London. È utilizzato come protocollo di coordinamento tra elementi distribuiti in una rete locale.

## Caratteristiche generali
È un protocollo message oriented che permette l'invio dati secondo diversi modelli: un messaggio può essere destinato a tutti i nodi della rete, solo a determinate classi di nodi o raggruppamenti di nodi.
Supporta alcune funzionalità come 
- localizzazione dei nodi
- indirizzamento IPv4/IPv6
- cifratura dei messaggi secondo gli algoritmi AES (obbligatorio), DES, Triple DES, IDEA; gli ultimi tre algoritmi sono opzionali

## Messaggi
La messaggistica base comprende tutti quei comandi che sono indipendenti dalle applicazioni che si appoggiano al protocollo.
- mbus.hello(): utilizzato dai nodi per conoscere lo stato degli altri nodi
- mbus.ping(): verifica la raggiungibilità dei nodi in rete; se i nodi sono raggiungibili, rispondono con mbus.hello
- mbus.bye(): quando un nodo si stacca dalla rete, questo messaggio viene trasmesso a tutti gli altri nodi
- mbus.quit(): viene inviato a quei nodi di cui è richiesto il distacco dalla rete
- mbus.waiting(condition): la periferica è in attesa di un determinato evento